# Ermsdorf
Ermsdorf (lb. Iermsdref) – wieś (Uertschaft) we wschodnim Luksemburgu, w kantonie Diekirch, w gminie Vallée de l’Ernz. Do 3 października 2015 miejscowość leżała w dystrykcie Diekirch, a do 31 grudnia 2011 samodzielna gmina. Wieś zamieszkuje 438 osób (1 stycznia 2023).